# Тончев Михайло Дмитрович

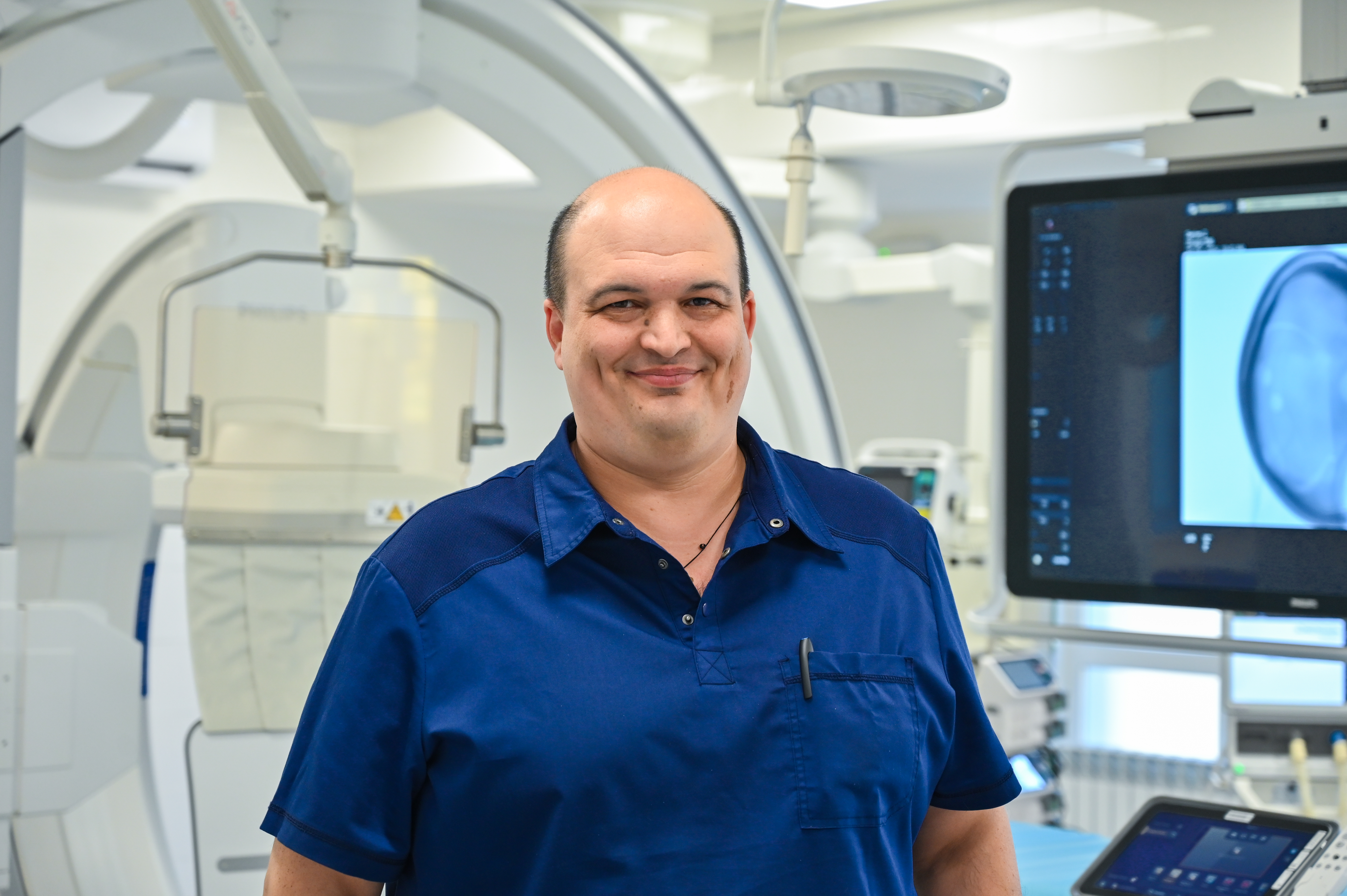

Михайло Дмитрович Тончев — український лікар-нейрохірург вищої категорії, кандидат медичних наук, завідувач нейрохірургічного відділення КП «Полтавська обласна клінічна лікарня імені М. В. Скліфосовського ПОР», експерт МОЗ України за напрямом «Неврологічна та нейрохірургічна допомога». Реформатор інсультної допомоги в Україні. Співорганізатор і спікер заходів безперервної освіти лікарів та медичного персоналу інсультних відділень. Дійсний член Європейської асоціації нейрохірургів, Європейської організації боротьби з інсультом, Української асоціації нейрохірургів, Всеукраїнської асоціації ендоваскулярної нейрорентгенохірургії, співзасновник та член правління ВГО «Українське товариство інсультної медицини».
Сфери професійних інтересів: судинна нейрохірургія, ендоваскулярна нейрохірургія, гострий інсульт, нейроонкологія.

## Освіта
У 2003 році з відзнакою закінчив ВДНЗУ «Українська медична стоматологічна академія» за спеціальністю «Лікувальна справа». Після завершення навчання проходив інтернатуру за фахом «Нейрохірургія». Вступив до аспірантури ДУ «Інститут нейрохірургії ім. акад. А. П. Ромоданова АМН України».
Постійно займається професійним вдосконаленням, навчався на закордонних курсах у Польщі, Німеччині, Австрії, Франції, Швейцарії, Португалії, Китаї та Латвії.

## Наукова діяльність
У 2011 році успішно захистив кандидатську дисертацію «Клініка, діагностика, хірургічне лікування неврином та нейрофібром периферійних нервів» і здобув науковий ступінь кандидата медичних наук. У дисертації наведено теоретичне обґрунтування та нове вирішення науково-практичної задачі — вдосконалення діагностики на ранніх етапах захворювання і покращення результатів хірургічного лікування хворих з невриномами та нейрофібромами периферійних нервів. Науковий керівник — учений-нейрохірург, доктор медичних наук, професор, академік, президент НАМН України Цимбалюк Віталій Іванович, заступник директора ДУ «Інститут нейрохірургії ім. акад. А. П. Ромоданова АМН України» з наукової роботи, завідувач кафедри нейрохірургії Національного медичного університету імені О. О. Богомольця МОЗ України.
Михайло Дмитрович і нині поєднує практичну діяльність із науковою на посаді асистента кафедри хірургії № 2 Полтавського державного медичного університету. Автор понад 25 наукових статей.

## Реформатор інсультної допомоги в Україні
Працює над розробкою пропозицій до нормативно-правових актів, що регулюють створення та функціонування інсультних відділень (інсультних блоків, інсультних центрів), медико-технологічних документів (клінічних настанов, стандартів, протоколів) щодо інсульту у складі Робочої групи експертів МОЗ України за напрямом «Неврологічна та нейрохірургічна допомога».
Також є головним позаштатним експертом Департаменту охорони здоров'я Полтавської ОВА за фахом нейрохірургія. Полтавська область була базовим регіоном, де впроваджувався пілотний проєкт з реформування системи охорони здоров'я, а потім реформа поширилася на всю територію України. Зміна принципів фінансування і підготовка до впровадження реформи дозволила збільшити кількість і підвищити якість нейрохірургічних операцій в області. Також завдяки цьому в регіоні з'явилося матеріально-технічне забезпечення для проведення операцій 5-го рівня складності, а за рахунок сучасного ангіографічного обладнання з'явилася можливість надавати допомогу пацієнтам з інсультом.
У 2024 році, завдяки реалізації спільного проєкту МОЗ України та Світового банку «Поліпшення охорони здоров'я на службі у людей», у КП «Полтавська обласна клінічна лікарня імені М. В. Скліфосовського ПОР» встановили новітній ангіограф і відкрили нову операційну. Шість нейрохірургів лікарні вже пройшли необхідне навчання і надають допомогу пацієнтам.
Михайло Тончев активно займається організацією та проведенням навчання для персоналу опорних лікарень, у яких функціонують інсультні відділення.
26 жовтня 2018 року на базі КП «Полтавська обласна клінічна лікарня імені М. В. Скліфосовського ПОР» відкрився перший в Україні та другий у Східній Європі симуляційний інсультний центр. Основною метою функціонування центру є надання нових теоретичних знань та відпрацювання практичних навичок лікарями як вже існуючих інсультних блоків, так і лікарями відділень, які в майбутньому будуть надавати допомогу хворим на інсульт.
У 2024 році Бюро ВООЗ в Україні спільно з Міністерством охорони здоров'я розпочали серію вебінарів для медичної спільноти, присвячені Національним стандартам медичної допомоги при інсульті. Михайло Тончев став спікером тематичного заходу, присвяченого стандарту «Надання медичної допомоги при спонтанному внутрішньомозковому крововиливі».